# ویلیام میچینسان هیکس
 ویلیام میچینسان هیکس (انگلیسی: William Mitchinson Hicks؛ زاده ۲۳ سپتامبر ۱۸۵۰ – درگذشته ۱۷ اوت ۱۹۳۴) ریاضی‌دان و فیزیک‌دان اهل بریتانیا بود.